# Monarcha Belize
Monarcha Belize – tytuł głowy państwa Belize, którym obecnie jest król Karol III. Belize jest jednym z królestw Wspólnoty Narodów (Commonwealth Realm), podobnie jak Kanada czy Jamajka, które związane jest unią personalną z Koroną brytyjską.
Według badania z 2023 roku, w razie referendum 48% pytanych głosowałoby za utrzymaniem monarchii, 43% za jej zniesieniem, a 9% było niezdecydowane lub nie głosowałoby.

## Tytulatura
Tytuł Karola III jako króla Belize brzmi:
- Charles III, by the Grace of God, King of Belize and His other Realms and Territories, Head of the Commonwealth
- Karol III, Z Bożej łaski król Belize i jego innych Królestw i Terytoriów, głowa Wspólnoty Narodów.

Króla w Belize zastępuje gubernator generalny.

## Monarchowie Belize
- od 1981 do 2022: Elżbieta II
- od 2022: Karol III